# 美濃衆
美濃衆（みのしゅう）は、江戸時代の交代寄合（旗本）。美濃国石津郡多良郷（現在の岐阜県大垣市）を所領としており、西高木家2,300石を筆頭に、東高木家1,000石、北高木家1,000石の高木氏3家からなる。伊那衆・那須衆・三河衆とともに美濃衆は交代寄合のうち「四衆」に分類される。

## 経歴
交代寄合美濃衆の苗字は「高木」であり、元々は1家であった。高木家の先祖は出身の大和国から、伊勢国、美濃国へ移動したと伝えられる。戦国期には織田信長の家臣として南美濃に土着した。慶長6年（1601年）、本家の西高木家（2,300石）、分家の東高木家（1,000石）・北高木家（1,000石）が徳川家康より美濃国石津郡・多良郡のうちに知行を受けた。徳川政権下ではこの三家を「美濃衆」と称し、交代寄合の旗本であった。美濃衆は一貫して知行地内在住するとともに、参勤交代を実施した。
交代寄合は概して、少禄ではあるが領地内に在住して所領支配に当たった点では大名的な性格を持ち、また権力基盤としての石高つまり経済力が弱小であったことでは旗本としての性格を持っていた。その他、美濃衆は「川通御用」の公儀の役務を負うことにより特殊権益を持っていた。このため、血縁関係の他、美濃周辺の諸藩や尾張藩とは普段から親密な付き合いがあった。

## 参勤交代
交代寄合は旗本であるが大名と同様に参勤交代をした。美濃衆の参勤交代は「四月参府、五月御暇」と言われるほど江戸での滞在期間が短かった。更に2家と1家に分かれて隔年で参勤することが基本であり、幼少での家督相続があった場合は初御目見までは他の2家が交代を勤めた。他にも美濃・伊勢・尾張の河川普請の見回りを勤めた年とその翌年は参勤を免除され、免除期間中に見回りが命じられた場合には参勤免除が繰り越された。その他にも家督相続のための御礼参府をした翌年や病気時も参勤免除となったため、結果的にはほとんどの期間を国元で過ごした。

## 所領
三家は年貢徴収や相場決定などの統治を協力し合い、所領を支配した。各家の呼称は伊勢街道を基準に近接した屋敷を眺めた方角がそれぞれ西、東、北であることに由来し、近世ではお互いに「西様」、「東様」、「北様」と呼び合った。西高木家の婚姻に関しては自家の家格より妻の家格の方が高い傾向があり、江戸期における婚姻の1/3弱は地縁のある尾張家家臣との縁組であった。
天保3年（1832年）3月、北高木家の屋敷からの出火があり、隣接する西高木家も類焼による屋敷を喪失した。この時には屋敷再建のための多額な資金が必要となり、血縁関係のある諸藩や近隣の高須藩に金子借用を依頼した。

## 川通御用
美濃衆は17世紀前半の寛永年間から江戸幕府滅亡まで、木曽・長良・揖斐の三大河川地域における幕府の「川通御用」を勤め、治水のための新規・修復の工事の国役普請や御手伝普請に際して普請奉行または普請見廻役として工事を監督する一方、同地で発生した水争いや境界争いなど各種村方争議における論所見分を行って意見書・報告書を評定所へ提出した。また、宝永2年（1705年）からは流域川通りの定期巡検を実施して河道維持に努めることとなり、権力の一翼を担った。
木曽三川流域の治水事業には他に笠松に陣屋を置く美濃郡代（笠松役所）も担当しており、幕府支配の高木家と、勘定奉行支配の美濃郡代ではスタンスが異なった。美濃郡代は笠松陣屋に居を構え、天領支配を行う地方役所と治水担当の堤方役所を指揮した。川通御用を命じられた高木家では川通役人を設置し、堤方役人と共に治水事業にあたった。このため高木家は宝暦治水の監督も担当した。

## 江戸屋敷
西高木家は明暦の大火により江戸屋敷を焼失した。その後、跡地は火除け地とされ、代地を与えられなかったために東高木家へ同居することとなった。諸大名の江戸屋敷と違い、美濃衆の江戸屋敷には留守居を含む2、3人の家臣が常駐しているだけであり、同居が可能であった。同居状態は文政8年（1825年）に東高木家の屋敷が火災に遭うまで続けられた。
明治維新後、明治元年12月上旬に高木家は中大夫に区分されて東京定府を命じられたが、翌明治2年2月中旬には京都にて提出した定府免除願いが認められ、結局高木家当主が東京に居住することは一度もなかった。

## 江戸出訴一件
明和元年（1764年）高木家領時郷時山村百姓28人が高木家の統治を不服とし、高木家領地支配の非道を江戸の幕府奉行所に直訴に出た。11月6日の早朝、百姓の一人が高木家屋敷で直訴を宣言して駆け去ると、集団で江戸に向かった。高木家では居残りの百姓から情報を収集し、出訴百姓の江戸到着を確認した高木家は長島藩郡奉行に江戸での協力を要請した。この時、長島藩では日頃の恩義に報いるため、役人一人を江戸に派遣して便宜に当った。
11月21日、時山村の百姓28人は江戸幕府の寺社奉行に駆込訴をし、連名で訴状を提出した。寺社奉行は百姓を公事宿預けとし、同月末に高木家の江戸留守居へ百姓の身柄を引き渡した。高木家は国元で裁判をする方針であったが、百姓は幕府からの帰国の説得にも応じなかった。高木家では裁判の管轄など幕府への対応のため、血縁関係のある尾張藩家臣遠山家、越前勝山藩主小笠原家、近江彦根藩家臣長野家、また地縁による美濃大垣藩主戸田家（遠縁）、伊勢長島藩主増山家などの協力者を交えて対応策を調整した。閏12月上旬、高木家江戸留守居役は手鎖・駕籠籠を用いた出訴百姓の強制帰国を諸藩に相談するとともに国元に連絡した。12月7日に高木家留守居役が老中に取り計らいを打診した。閏12月末、高木家では百姓へ帰国を命じたが効果がなかったため、幕府による公裁を受けることとし、年明けの明和2年（1765年）1月16日に老中へ書類を提出し、21日には高木家留守居より町奉行へ百姓が引き渡された。吟味は半年に及び、10月11日に裁決が申し渡され、百姓側では組頭3名が役儀を取り上げられて押込めとなり、百姓18名が手鎖に処せられた。高木家家臣については処罰なし。その他に百姓側の組頭1名と百姓6名は吟味中の病死によりお構いなしとなった。

## 高木家系譜

### 西高木家
美濃衆高木家の本家
- 初代 貞政（ - 天文23年） - 斎藤道三家臣
- 継嗣 貞次 - 家を継がず
- 2代 貞久 - 貞次の婿養子。斎藤氏、織田信長、織田信孝に仕えた。美濃今尾城主。三家祖の子以外に、織田信忠・信雄に仕え、のち前田利長家臣となった高木貞秀がいる。
- 3代 貞利 - 美濃今尾城主として織田氏次いで徳川家康に仕え、徳川氏関東移封の際は上総国内1千石。のち美濃に2千石。室は西尾信光娘。
- 4代 貞盛 - 旗本として上総国内に3百石。貞利死後に遺領を併せて2千300石に。室は松平伊昌の娘
- 5代 貞勝 - 室は小笠原信之の娘。嫡男の貞信は信之の後継の小笠原政信（下総関宿藩主）の養子となったが、跡を継いだ際に幼少であるとして転封となり、実家の高木氏に近い美濃国高須藩に移封された。のちに越前勝山藩主。
- 6代 貞則 - 婿養子。酒井忠知[7]の子。娘に北高木家の易貞室や尾張藩家臣遠山景供の室。
- 7代 貞室
- 8代 貞輝 - 貞則四男
- 9代 篤貞 - 養子。尾張藩家臣遠山景供の子であり、貞則孫にあたる。家督は35年間に及んだ。室は小笠原信胤の娘。
- 10代 貞臧
- 11代 経貞
- 12代 貞広

#### 婚姻
江戸時代後期の西高木家の婚姻に関して、嫁の受け入れについては大名または尾張藩御附家老などの自家より妻の家格の方が高い傾向があり、逆に嫁ぎ先については大名家臣などの陪臣で家格の低い家が選ばれる傾向があった。なお江戸期における婚姻の1/3弱は地縁のある尾張家家臣との縁組であった。

### 東高木家
西高木家2代 貞久の子から分家
- 初代 貞友 - 西高木家の貞利の弟。織田信長・信孝の家臣。駒野城主。次いで徳川家康に仕え、武蔵国で500余石を知行していたが、美濃に移封され1千石。今村政長の次男貞長を婿養子に迎えるが、のち貞長は妻を連れて実家に帰る。実子の邑政は山本氏の養子。
- 2代 貞次 - 伊勢国法泉寺に嫁いだ貞友娘の次男。室は北高木家の貞元の娘。
- 3代 貞勝 - 婿養子。旗本桜井勝政の次男。幕府の小姓組番士を勤めた。娘は旗本桜井勝興の妻。
- 4代 貞隆
- 5代 貞往 - 養子。山本邑旨の五男。邑旨は貞友の実子であった山本邑政の孫。邑政-邑綱-邑旨-貞往。
- 6代 貞歳 - 貞往長男
- 7代 演貞 - 貞往四男
- 8代 貞直 - 室は市橋長璉の娘[9]
- 9代 貞教
- 10代 貞雄
- 11代 貞嘉

### 北高木家
西高木家2代 貞久の子から分家
- 初代 貞俊 - 西高木家の貞利の兄の定家の子。貞利・貞友らの甥であるが、貞久の養子となり義兄弟となった。織田信長次いで徳川家康に仕え、上総国や武蔵国で500余石を知行していたが、美濃に移封され1千石。室は縄生意見の妹。
- 2代 貞元 - 室は津田信成の娘。娘は東高木家の貞次室。
- 3代 貞重
- 4代 易貞 - 室は西高木家の貞則の娘。
- 5代 貞庸
- 6代 允貞 - 貞庸の弟。室は渡辺基綱の娘。
- 7代 貞明（貞辰） - 允貞の長男。
- 8代 貞一 - 允貞の次男。室は間部詮方娘
- 9代 貞固 - 允貞の三男。室は分部光庸の長女、後室は分部光庸の三女。
- 10代 貞雄 - 貞固の婿養子。旗本大久保忠元の三男。
- 11代 貞興 - 貞雄の婿養子。旗本本多成孝[10]次男。
- 12代 貞金
- 13代 貞有（貞郷）
- 14代 貞●（●は「武」偏に「攵」）[要検証 – ノート]
- 15代 貞栄